# هشت أمري (مقاطعة فارياب)
هشت أمري (بالإنجليزية: Tolombeh-ye Hasht Amari)‏ هي مستوطنة تقع في كرمان في إيران.